# Antonio Horvatić
Antonio Horvatić (1997.), hrvatski bejzbolaš.
Baseball igra od 6. godine. Pohađa srednju tehničku školu u Karlovcu. Igrač je karlovačkog kluba Olimpija 83.
Sredinom travnja 2015. izabran je u mladu reprezentaciju europskog kontinenta. Sastavili su ju treneri i skauti iz Major League Baseball na osnovu prikazanog na akademijama MLB-a u Europi te nedavnom turniru u Sant Boiu. Na tom je turniru Horvatić igrao za "ostatak Europe" i bio proglašen za najboljeg igrača. U sastavu europske mlade reprezentacije jedan je od samo tri igrača na listi 25 najboljih mladih europskih bejzbolaša, na kojeg treneri računaju i kao pitchera (bacača) i kao igrača u polju. Bilo je predviđeno da ta mlada europska reprezentacija nastupi na ednom od najvećih svjetskih turnira u Jupiteru na Floridi koji se održao od 16. do 24. lipnja 2015. Ondje je u konkurenciji bilo čak 300 momčadi iz Amerike, postojbine baseballa. Mlada europska reprezentacija odigrala je šest utakmica, među ostalim i s američkom mladom reprezentacijom, koja se odigrala na stadionu MLB-aške momčadi Miami Marlinsa.
Potkraj travnja 2015. najavljeno je da bi mogao postati prvi Hrvat iz Hrvatske koji će potpisati profesionalni ugovor u Americi. Skauti su već tad iskazali zanimanje za Horvatića.
Na američkoj je turnerji oduševio skaute na MLB-voim trening kampovima te kao član europske reprezentacije Europe na toj turneji. Kamp u Nizozemskoj bio je prevaga. Ondje ga je uočio i dodatno testirao skaut Tampa Bay Raysa i u njemu vidio potencijal za poziciju koju Horvatić inače ne igra u Hrvatskoj – poziciju hvatača. Polovicom listopada 2015. najavljeno je da bi Horvatić mogao potpisati ugovor s Tampa Bay Raysima, što je veliki uspjeh, premda je još daleki put do nastupa u prvoj momčadi:  samo je 60 Europljana u proteklih 15 godina potpisalo ugovor s nekom MLB-ovskom momčadi. Vjerojatno je da će nakon potpisivanja ugovora Horvatić zaigrati za neki od manjih kluobva, koje svaki klub iz MLB-a ima pod svojim okriljem i u kojima se bruse za buduću karijeru i vrlo je izvjesno da će prvo igrati u Dominikanskoj Republici, gdje se igra jedna od najboljih baseball liga izvan SAD-a.
Do američke ponude, Horvatić je imao još ponude iz Nizozemske i Češke, ali se odlučio za američku.